# Naturwissenschaft und Religion

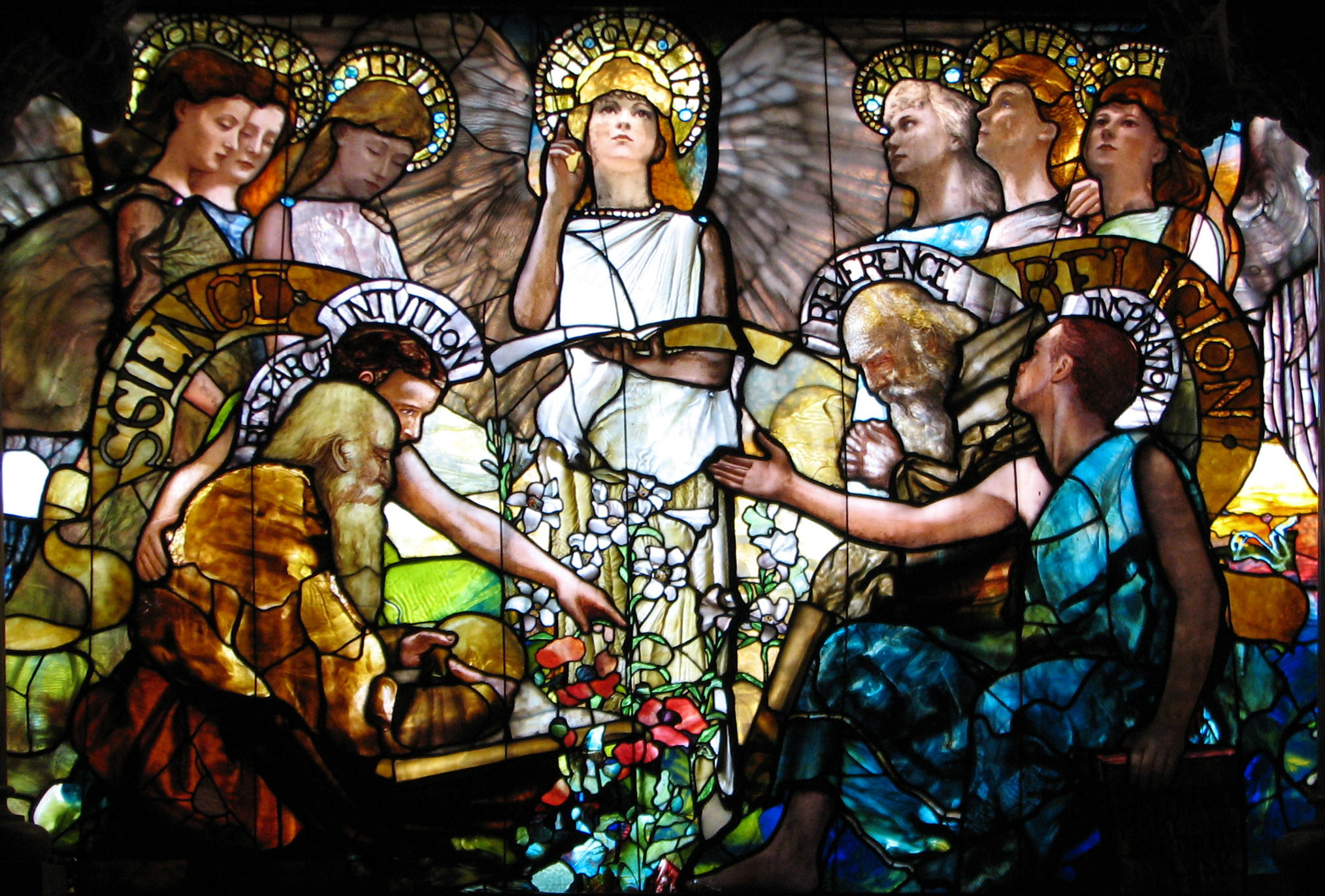
Wissenschaft und Religion in Harmonie. Tiffany-Fenster namens Education (1890)

Naturwissenschaft und Religion (auch Wissenschaft und Religion, engl. Science and Religion) ist ein interdisziplinäres Forschungsgebiet, das die Interaktionen zwischen Wissenschaft und Religion untersucht.
- Hierbei wird unter Wissenschaft in erster Linie die Naturwissenschaft verstanden, insbesondere Physik, Kosmologie, Evolutionsbiologie, Genetik und Neurologie, aber auch Wissenschaftsphilosophie, Wissenschaftsgeschichte und seltener die Psychologie.
- Religion meint einerseits die traditionellen Religionen, wie die drei großen monotheistischen Religionen Judentum, Christentum, und Islam, aber auch spirituelle Aspekte, wie Gebet und Meditation und insbesondere die Gottesfrage.

## Gegenstand der Forschung
Als akademisches Forschungsgebiet ist Naturwissenschaft und Religion in den 1960er Jahren in den Vereinigten Staaten von Amerika und Europa aufgekommen. Als Begründer dieses interdisziplinären Gebiets gilt der Physiker und Theologe Ian Barbour (1923–2013), der 1966 das grundlegende Werk Issues in Science and Religion veröffentlichte. Das themenübergreifende universitäre Fach untersucht die Beziehungen zwischen den wissenschaftlichen und den religiösen Wissenssystemen. Zudem werden neue Konzepte und Modelle erarbeitet, die zu konstruktiveren Dialogen führen sollen.
Ein Beispiel hierfür ist die neurowissenschaftliche Erforschung der Meditation, einer weit verbreiteten spirituellen Praxis im Hinduismus und Buddhismus. Meditation beeinflusst den Bewusstseinszustand und damit verbunden naturwissenschaftlich nachweisbar die Aktivität des Gehirns. Beispielsweise zeigten Experimente, dass die Alphawellenaktivität, welche Entspannungszustände und Kreativität fördern sowie depressive Gemütszustände lindern kann, im Gehirn Meditierender ansteigt.
Eine Studie an Zwillingen stellte fest, dass die Neigung zur Entwicklung von Religiosität im Laufe des Lebens bei Menschen zu 40 – 60 % genetisch bedingt ist. Auch wurde im Jahr 2019 am Beispiel der Bahai die gesundheitliche Wirkung religiösen Fastens an 145 Probanden studiert. Studienleiter Andreas Michalsen, Professor für klinische Naturheilkunde an der Charité und Vorstand von Natur und Medizin e. V., war von den Ergebnissen dieser Studie „einfach überrascht, dass die Ergebnisse so positiv sind! Das sagen alle Daten immer deutlicher, dass regelmäßiges Fasten gesund ist!“ Es habe sich gezeigt, dass Intervallfasten eine Beschleunigung des Zucker- und Fettstoffwechsels bewirke und daher vor Diabetes schütze.
Zu den bedeutenden Vertretern dieses umfassenden Gebiets im deutschsprachigen Raum gehören die Theologen Hans Küng (1928–2021) und Eugen Drewermann (* 1940) sowie die Physiker Carl Friedrich von Weizsäcker (1912–2007) und Hans-Peter Dürr (1929–2014). Neben der universitären Forschung beschäftigen sich auch religiöse Institutionen mit der Frage des Verhältnisses zwischen Wissenschaften und Religion sowie Autoren von Esoterika und New-Age-Literatur.

## Interaktionsmodelle
Um die verschiedenartigen Verhältnisse zwischen Wissenschaft und Religion besser einordnen zu können, erarbeiteten Theoretiker Interaktionsmodelle wie zum Beispiel die vier Beziehungskonstellationen Konflikt, Kontrast, Kontakt und Konfirmation, die auf den Theologen John Haught an der Georgetown University zurückgehen. Weitere Beispiele sind die acht Modelle des Theologen Ted Peters vom Pacific Lutheran Theological Seminary, die in vier Konfliktmodelle und vier Kooperationsmodelle geteilt werden. Auch Ian Barbour, der genannte Begründer des Fachgebiets, spricht von vier Modellen. Diese Interaktionsmodelle ermöglichen anstelle der öffentlichen Wahrnehmung, die sich lediglich auf die medienwirksamen Konfliktmodelle konzentriert, eine wissenschaftlichere Fokussierung auf die vielfältigen Beziehungen.

### Konflikt- / Konfrontationsmodell
Ein Konfliktmodell entsteht aus einer Haltung, die entweder Naturwissenschaft oder Religion ausklammern oder vereinnahmen will. Solche Modelle führen oft zu heftigen Konflikten.
Naturwissenschaftlicher Materialismus: Dieser Materialismus vertritt die Ansicht, dass die materielle Welt die einzig existierende Wirklichkeit sei (Reduktionismus) und allein von der modernen Naturwissenschaft methodisch korrekt untersucht werde. Der transzendenten Wirklichkeit der Religion wird dabei häufig jede Existenzberechtigung abgesprochen. Vertreter dieser Richtung sind der Astrophysiker Stephen Hawking (1942–2018), der Chemiker Peter Atkins (* 1940), der Biologe Richard Dawkins (* 1941), oder – in Deutschland – der Philosoph Michael Schmidt-Salomon (* 1967).
Naturwissenschaftlicher Imperialismus: Im Zusammenhang mit religiösen und spirituellen Erscheinungen und Erfahrungen, wie z. B. Gotteserfahrungen, werden mit Hilfe der Naturwissenschaft Hypothesen formuliert und überprüft. Gott wird in diesem Modell zum Teil anerkannt, erfüllt aber manchmal auch die Rolle eines „Lückenbüßergottes“, mit dessen Hilfe naturwissenschaftlich Unerklärbares, z. B. Unendlichkeit, „erklärt“ werden soll. Zu dieser Richtung gehört der Inder Gopi Krishna (1903–1984), der die Biologie auffordert, die Phänomene der Kundalini-Erweckung naturwissenschaftlich zu erforschen. Hierher gehören auch Versuche und Diskussionen, Religion zumindest abstrakt als Stufe der psychischen oder sozialen Entwicklung der Menschheit einzuordnen. Viele klassisch religiöse Begriffe wie z. B. Ewigkeit sind in der Naturwissenschaft nicht definiert und somit nicht Gegenstand der Forschung.
Kirchliche Autorität: Lange Zeit beanspruchte der Vatikan das Recht, das letzte Wort auch im Bereich des naturwissenschaftlichen Wissens zu haben. Zwar erlaubte er früher diesbezügliche Forschungen, schritt aber bei Fragen, die direkt den Wahrheitsgehalt der Bibel oder die Autorität der Kirche in Frage stellen könnten, mehrmals „korrigierend“ ein. Bekannte „Fälle“ sind Galileo Galilei und der Darwinismus. Diese kirchliche Haltung hat später, v. a. seit dem auslaufenden 19. Jahrhundert und bis heute, seitens mancher naturwissenschaftlichen Vertreter auch zur Ablehnung oder sogar zur Auflehnung gegen religiöse Erklärungsmodelle bezüglich der göttlichen bzw. transzendenten Wirklichkeit geführt.
Religiöser Fundamentalismus: Im frühen 20. Jahrhundert entwickelte sich in den USA der religiös-fundamentalistische Kreationismus, der noch heute den naturwissenschaftlich begründeten Darwinismus kritisiert, wodurch ein breites Konfliktpotential entstand, besonders in Nordamerika und Australien. Eine „sanftere“ Sichtweise spricht von Intelligent Design, das in der Natur zu erkennen sei und auf einen intelligenten Urheber verweise. Die große Mehrheit der Muslime erachtet die Evolutionstheorie nicht nur als falsch, sondern auch als mit dem Koran unvereinbar, obwohl es bereits im ausgehenden Mittelalter und der frühen Neuzeit einige bedeutende islamische Gelehrte gab, die evolutionäre Ideen geäußert haben.

### Kontrast- / Koexistenzmodell
Das Koexistenzmodell oder Modell der „Zwei Sprachen“ betrachtet Naturwissenschaft und Religion als zwei unabhängige verschiedene Sichtweisen, die sich ergänzen, aber nicht direkt in Übereinstimmung gebracht werden können. Hiernach ist Naturwissenschaft für die Erklärung der realen materiellen Welt zuständig, Religion aber für die transzendente Wirklichkeit, wobei beide nötig sind, wie der Physiker Albert Einstein (1879–1955) formulierte: »Naturwissenschaft ohne Religion ist lahm, Religion ohne Naturwissenschaft ist blind.« (Science without religion is lame, religion without science is blind.).
Hans Küng spricht vom Komplementaritätsmodell und fordert, dass »alle illegitimen Übergänge vermieden werden und alle Verabsolutierungen abgelehnt werden«. Theologen und Naturwissenschaftler sollten sich gegenseitig kritisch hinterfragen, um so Fehlinterpretationen zu revidieren. Nach Jaques Monod geht es in der Wissenschaft um objektive Wahrheit, in der Ethik um das Handeln.
Arnold Benz weist darauf hin, dass sich Naturwissenschaft und Religion nicht nur sprachlich unterscheiden, sondern von zwei verschiedenen Bereichen der Wirklichkeitserfahrung ausgehen. In der Naturwissenschaft sind es objektive Messungen, in der Religion sind es Erfahrungen, an denen ein Mensch teilnimmt. Die beiden Wahrnehmungsebenen treffen sich zum Beispiel im Staunen und in der Ethik. Beide treffen sich ebenfalls im Rahmen der Naturphilosophie.

### Dialogmodell
Bei Dialogmodellen überschneiden sich Fragen der Naturwissenschaft und der Religion an mehreren Punkten. Fragestellungen werden demnach aus der Sicht der Naturwissenschaft und aus der Sicht der Religion untersucht und die Ergebnisse gegeneinander abgewogen. So vergleicht beispielsweise der Astrophysiker Bruno Binggeli Dantes Jenseitsreise mit den heutigen Erkenntnissen der Astrophysik. Dieses Modell von Interaktion zwischen Wissenschaft und Religion ist allgemein wenig verbreitet, gewinnt aber in der Ethikfrage, die sich heute u. a. aufgrund des immer größeren Ressentiments weiter Bevölkerungsteile bezüglich Nuklear- und Gentechnologie breit macht, an Bedeutung.

### Integrationsmodell
Das Integrationsmodell beschreibt neue Ansätze, moderne Erkenntnisse der Naturwissenschaften mit religiösen oder spirituellen und sogar – aber von der Religion meist abgelehnten – esoterischen Meinungen zu vereinen. So gibt es Modelle, die besagen, dass die Schöpfungsgeschichte des 1. Buch Mose (Licht > Pflanze > Tier > Mensch) und der Darwinismus sich gegenseitig bestätigen würden. Besonders in der New-Age-Bewegung werden immer wieder neue Modelle entworfen, die Naturwissenschaft und Religion/Spiritualität als ein harmonisches Gebilde zusammenzubringen versuchen.
Dem Integrationsmodell zugeordnet werden auch die Evolutionstheologie von Teilhard de Chardin (1881–1955) und die Prozessphilosophie von Alfred North Whitehead (1861–1947).

### Stockwerke-Modell
Martin Bleif beschreibt in seinem Buch Das Tier in uns die Welt des Lebendigen aufgebaut in Form von Stockwerken, womit alle geistigen und geistlichen Regungen (prinzipiell messbare) physikalisch-chemische Vorgänge voraussetzen:
- Man kann die Welt der Atome als Erdgeschoss sehen mit Kellergeschossen darunter und Stockwerken darüber.
- Aus Atomen sind die Moleküle aufgebaut. Um diese zu beschreiben, braucht man ganz andere Begriffe als für die Atome, siehe Emergenz.
- Aus Molekülen aufgebaut sind vielerlei lebende Zellen. (Diese können sich teilen.)
- Aus Zellen bestehen Organe und mehrzellige Lebewesen. (Diese können sich reproduzieren.)
- Tiere mit Gehirnen haben im Verhalten Vieles mit Menschen gemeinsam, sodass man ihnen Gefühle zuschreibt, Intelligenz und Aspekte von Bewusstsein. (Douglas R. Hofstadter beschreibt in seinem Buch Gödel, Escher, Bach Gemeinsamkeiten von Bienenvölkern und Ameisenkolonien mit Menschen: Intelligenz kann durch Kooperation von Tierchen wie von Neuronen entstehen.)
- Martin Bleif wiederum sieht, auf Neuronen von Primatengehirnen aufgebaut, als zusätzliches Stockwerk beim Menschen ganze Kulturen einschließlich der Wissenschaften und Religionen.

Evolutionärer Humanismus und Hypothetischer Realismus sind mit diesem Modell verträglich. Alle Regungen im Bewusstsein beruhen auf messbaren chemischen oder physikalischen Veränderungen im Gehirn: Geist setzt Körper voraus. Die Folgen für das Verhältnis zwischen Naturwissenschaften und Religion sind unabsehbar: Mutationen in Individuen sind zwar sprunghaft, doch Populationen entwickeln sich (makroskopisch gesehen) kontinuierlich. Religiöse Zusagen gelten für Menschen, nicht für Tiere. Gesehen hat das Problem Manuel Herder: „Als zum ersten Mal ein Affe seine Augen zum Himmel erhob und Gott dafür dankte, ein Affe zu sein, da war es ein Mensch.“

## Aktuelle Themen

### Kosmologie
Das Modell vom Urknall vermag die Entstehung des Universums wissenschaftlich zu beschreiben. Was jedoch die Ursache des Urknalls betrifft, existieren lediglich verschiedene Hypothesen. Anstelle eines zufällig entstandenen Kosmos bietet sich dem Gläubigen Gott als „geistiger Urgrund, Urhalt und Ursinn von Welt und Mensch“ an.
Des Weiteren wird argumentiert, dass die geringste Abweichung der Feinabstimmung der Naturkonstanten zu einem lebensfeindlichen Kosmos geführt hätten, weshalb von Physikern die bislang unbewiesene und – wenn überhaupt – nur schwer beweisbare Hypothese des Multiversums entwickelt wurde; theoretische Modelle weisen jedoch auf diese Möglichkeit hin. Auch das Anthropische Prinzip wird als möglicher Erklärungsansatz angeführt. Vielfach wird auch bestritten, dass eine solche Feinabstimmung überhaupt existiert. Von theologischer Seite wird argumentiert, dass diese Feststellung darauf hindeute, dass eine Göttliche Vorsehung beim Urknall mitgewirkt habe, damit auf der Erde überhaupt Leben entstehen konnte.
Siehe auch: Teleologisches Argument: Feinabstimmung der Naturkonstanten

### Evolutionsbiologie
Die Auseinandersetzungen zwischen biblischem Schöpfungsglauben und der Evolutionstheorie Darwins bildeten die härtesten Fronten; dabei kam es aber auch zu verschiedenen Integrationsmodellen.
Die Mehrheit der europäischen katholischen und protestantischen Theologen vertritt den Gedanken einer theistischen Evolution. Sie gehen davon aus, dass Gott „seine Welt“ nicht nach einer einmaligen Schöpfung „verlassen“ habe, sondern in einer Creatio Continua („fortgesetzte Schöpfung“) auf meist verborgene Weise seine Schöpfung erhalte und möglicherweise auch in diese eingreife. Diese Auffassung schließt dann freilich auch die naturwissenschaftlich erkennbare Welt mit ein.

### Genetik
Die Disziplin der Genetik löste vor allem in der Ethikfrage starke Diskussionen aus. Dabei verliefen die Fronten allerdings nicht nur zwischen Naturwissenschaftlern und Theologen, die Themen stießen auch auf starkes öffentliches Interesse. 1995 war das Jahr der Kontroverse, ob Wissenschaftler Patente auf Informationen bezüglich des menschlichen Genom erhalten dürfen, zwei Jahre später ging es um das Klonen von Lebewesen und 2000 um embryonale Stammzellen. Fragen, wie weit darf der Mensch »Gott spielen« oder in die Natur eingreifen und wem das menschliche Erbgut gehöre, lösten in den Medien ein breites Echo aus. Während der Vatikan die Forschung an embryonalen Stammzellen als moralisch illegitim verurteilt (insbesondere, wenn und weil dabei befruchtete Eizellen getötet werden), argumentieren gemäßigte Protestanten, dass die christliche Nächstenliebe verlange, menschliche Gesundheit und Wohlbefinden zu verbessern, auch mit embryonalen Stammzellen. Auch jüdische Ethiker vertreten die Meinung, Gott erlaube es, embryonale Stammzellen für therapeutische Zwecke einzusetzen.

## Konfrontationsmodelle
Sowohl die Naturwissenschaft als auch die Religion behaupten, „wahre“ Aussagen über die Welt bzw. über die „Gesamtwirklichkeit“ machen zu können. Und hierin kann es zu Konflikten zwischen beiden Sichtweisen kommen. Religion beruht in ihrem Kern auch auf der „Wahrheit“ einer naturwissenschaftlich nicht beweisbaren, transzendenten Wirklichkeit, die der Mensch meint, in einer von Gott gegebenen Offenbarung (z. B. Christentum, Judentum oder Islam) oder in eigener mystischer, meditativer Versenkung (z. B. Buddhismus, Hinduismus) zu erfahren. Die Naturwissenschaft erhebt den Anspruch, dass ihre „Wahrheiten in Raumzeit“ durch wiederholbare Experimente jederzeit überprüfbar sind, zumindest auf der elementaren Ebene; anders ist es bei komplexen Theorien sowie bei historischen Rückschlüssen.
Zur Debatte steht, wie diese Überschneidungen eingeordnet werden. Lange Zeit wurde eine prinzipielle Unvereinbarkeit beider Zugangsweisen angenommen. In neuerer Zeit gehen einige europäische Theologen und Naturwissenschaftler davon aus, dass Naturwissenschaft und Theologie jeweils ihre Berechtigung in ihrer eigenen Domäne haben, da sie die (Gesamt–)Wirklichkeit auf unterschiedliche Weisen deuten und dass ein Dialog fruchtbar sei. Es gibt besonders im angelsächsischen Raum auch philosophisch-theologische Entwürfe, die beide Bereiche vereinen möchten.

### Religion beansprucht Bereiche der Naturwissenschaft
Die Auseinandersetzung zwischen Religion und Wissenschaft findet sowohl im Islam als auch im Christentum statt.

#### Christentum
In der Frühen Neuzeit beginnen sich die Naturwissenschaften von der theologischen Weltdeutung zu emanzipieren. Im Hintergrund dieser Entwicklung steht wohl die im Spätmittelalter erstarkende philosophische Richtung des Nominalismus, die das Universalienproblem so löste, dass sie von der sinnlichen Wahrnehmung der real existierenden Dinge ausging, aus der die allgemeinen Begriffe (Universalien) abgeleitet wurden. Dieser empirische Erkenntnisweg wurde letztlich auch der naturwissenschaftliche.
Anfangs führten neu gewonnene Erkenntnisse noch nicht zu Konflikten. Nikolaus Kopernikus (1473–1543), selbst in kirchlichen Diensten, konnte das heliozentrische Weltbild entwickeln, ohne dass kirchliche Konsequenzen drohten. Anders bei Galileo Galilei (1564–1642). Er unterstützte durch empirische Beobachtungen mit einem Fernrohr das heliozentrische Weltbild des Kopernikus und meinte, dieses beweisen zu können, und bemühte sich daher, es zu propagieren. Von der römisch-katholischen Kirche, die jetzt ihre Deutungshoheit für die Wissenschaft bedroht sah, wurde Galilei daraufhin gezwungen, seine Ansicht zu widerrufen. Er wurde ab 1633 unter Hausarrest gestellt. Durch Forschungen weiterer Wissenschaftler wurde das heliozentrische Weltbild jedoch bald stillschweigend von der Kirche toleriert. Galilei wurde aber erst am 2. November 1992 von Papst Johannes Paul II. offiziell rehabilitiert.
Die Verurteilung von Giordano Bruno als Ketzer wird mitunter analog zum Fall Galilei als Konflikt zwischen Religion und Naturwissenschaft dargestellt. Das trifft nicht zu, da Bruno aufgrund seiner naturphilosophischen Gotteslehre verurteilt wurde. Seine Erkenntnisse gewann Bruno nicht aus empirischer Forschung oder mathematischer Berechnung, zumal Bruno der Mathematik kritisch gegenüberstand. „Seine Vision von einem unendlich belebten Universum stößt auch heute noch bei katholischer Kirche und herrschender Naturwissenschaft gleichermaßen auf Ablehnung.“
Ein weiterer Konflikt zwischen christlichen Kirchen und Vertretern der Naturwissenschaft, bei der die Kirchen ihr Verständnis von der Schöpfung bedroht sahen, ergab sich durch die Entwicklung der Evolutionstheorie. Bereits in der Aufklärung führte die augenscheinliche Tatsache, dass das Leben zwischen Geburt und Tod einem vielfachen Wandel unterliegt, die Arten jedoch über die Zeit scheinbar unverändert bleiben, zu tiefgreifenden Konflikten in der Naturwissenschaft. Vordenker der Evolutionstheorie, die schließlich 1858 durch Charles Darwin (1809–1882) sowie gleichzeitig Alfred Russel Wallace (1823–1913) veröffentlicht wurde, waren im 18. Jahrhundert etwa Gottfried Wilhelm Leibniz, Carl von Linné, Georges-Louis Leclerc de Buffon und Johann Wolfgang von Goethe. Jean-Baptiste de Lamarck legte bereits 1809 eine erste ausformulierte Evolutionstheorie vor, die jedoch wenig Widerhall fand und in wesentlichen Punkten irrte. Darwin und Walles zufolge entstanden die Tier- und Pflanzenarten der Erde nicht in einem siebentägigen Schöpfungsakt, wie eine wörtliche Interpretation der Bibel nahelegt, sondern durch Jahrmillionen andauernde Prozesse der Anpassung an den Lebensraum durch Variation und natürliche Selektion. In seinem Werk The Descent of Man, and Selection in Relation to Sex (1871) stellte Darwin die These auf, dass der Mensch wie die Tiere ebenfalls dem Prozess der Evolution unterworfen ist und gemeinsame Vorfahren mit dem Affen hat. Diese Auffassung führt bis heute zu heftigen Kontroversen, da nach religiösen Erklärungsmodellen der Mensch nicht ausschließlich in einem sterblichen, physischen Daseinszustand, sondern aufgrund seiner Seele zugleich auch in einem quasi ewigen, gottähnlichen Seinszustand existiere. Die unzulässige Einmischung sahen und sehen bis heute die Kirchen in der Behauptung Darwins, seine Erklärung mit der Evolutionstheorie würde für den „ganzen“ Menschen gelten, also auch – nach theologischer Erklärung – für das „Ewige“, Unsterbliche im Menschen, welches auch nach dem Tod des biologischen Körpers in der jenseitigen Wirklichkeit weiterleben würde.
Noch heute lehnen Kreationisten die Evolutionstheorie insgesamt ab, also auch bezüglich des sterblichen, biologischen „Anteils“ am Menschen, und vertreten stattdessen eine direkte göttliche Erschaffung aller (Grundtypen von) Pflanzen und Tieren sowie insbesondere des Menschen (siehe u. a. Wort und Wissen). Hauptgrund für die Ablehnung der durchgängigen Evolutionstheorie ist aus kreationistischer/evangelikaler Sicht die Nichtvereinbarkeit mit der Sündenlehre. Demnach kamen erst durch die Sünde des Menschen Leid und Tod in die Welt. Diese können also nicht vor dem Menschen evolutionär das Tierreich verändert haben.

#### Islam
Die Blütezeit des Islams war eine Periode kulturellen, wirtschaftlichen und wissenschaftlichen Aufschwungs in der Geschichte des Islam, die etwa vom 8. bis zum 14. Jahrhundert dauerte. Diese Periode begann während der Herrschaft des abbasidischen Kalifen Harun al-Rashid (786 bis 809) mit der Einweihung des Hauses der Weisheit in Bagdad, in der islamische Gelehrte aus verschiedenen Teilen der Welt mit unterschiedlichen kulturellen Hintergründen beauftragt waren, das gesamte klassische Wissen der Welt zu sammeln und ins Arabische und Persische zu übersetzen. Ähnliche Entwicklungen gab es auch im Maurischen Spanien. In dieser Zeit wurden mehrere historische Erfindungen und bedeutende Beiträge auf zahlreichen Gebieten gemacht, die die Menschheitsgeschichte revolutionierten. Diese Periode ging mit dem Zusammenbruch des abbasidischen Kalifats aufgrund der mongolischen Invasion und der Belagerung Bagdads im Jahr 1258 zu Ende.
Unter anderem hatten Entwicklungen in der Medizin und Mathematik einen erheblichen Einfluss auf die abendländische Wissenschaft. So gehörten Werke jüdischer und islamischer Ärzte, wie der den Kenntnisstand seiner Zeit zusammenfassende Kanon der Medizin von Avicenna (980–1037), über Jahrhunderte zu den Standard-Lehrbüchern der Ärzte. In der Mathematik wurden zunächst die indischen Zahlen und mit ihnen die Null übernommen, und später die Dezimalbrüche zur Darstellung von nicht ganzen Zahlen eingeführt.
Bereits 1876 wurde Darwins Evolutionstheorie in der in Beirut erschienenen Zeitschrift al-Muqtataf publiziert und anschließend heftig diskutiert. 1884 erschien eine arabische Übersetzung von Ludwig Büchners Buch Sechs Vorlesungen über die Darwin’sche Theorie von der Verwandlung der Arten und die erste Entstehung der Organismenwelt. Letzteres verquickt die wissenschaftliche Theorie Darwins mit einer materialistischen Naturphilosophie. Die Evolutionstheorie wurde seinerzeit sowohl von arabischen Christen, als auch von islamischen Geistlichen, weitgehend abgelehnt. Auch heute noch ist die Einstellung zur Evolutionstheorie unter Moslems gespalten.

### Naturwissenschaft beansprucht Bereiche der Religion
Als Folge des von Auguste Comte (1798–1857) begründeten Positivismus hat die Religion für viele Naturwissenschaftler ihre Existenzberechtigung verloren. Dabei wird davon ausgegangen, dass Religion bestenfalls noch die „Lücken fülle“, für welche die Naturwissenschaft noch keine hinreichenden Erklärungen gefunden hat. Im Szientismus wird die Meinung vertreten, dass das „Wissen“ der Naturwissenschaft dem „Glauben“ der Religion überlegen sei und potenziell ausreiche, um die Welt zu erklären. Die Religion befinde sich auf einer niedrigeren Stufe der Entwicklung des Wissens (Drei-Stadien-Gesetz).
Im 20. Jahrhundert wurde Comtes These vom Neopositivismus aufgegriffen und weiterentwickelt. Der Theologe Hans Küng wirft dieser vor, in philosophisch oft unreflektierter Weise der Wissenschaftstheorie gleichsam als Weltanschauung zu dienen, obwohl die Verifikationsmethode schon Mitte des Jahrhunderts von Karl Popper (1902–1994) logisch widerlegt werden konnte.

## Koexistenzmodelle
Karl Popper stellte mit seinem Falsifikationismus heraus, dass jede naturwissenschaftliche Erkenntnis prinzipiell falsifizierbar sein muss, um wissenschaftlichen Fortschritt zu ermöglichen, womit der naturwissenschaftlichen Weltdeutung Grenzen gesetzt werden. Somit sind Aussagen, die ein Naturwissenschaftler über die Wirklichkeit macht, stets vorläufig und müssen mit der Möglichkeit rechnen, durch andere Aussagen, durch bessere Theorien widerlegt zu werden. Auch die Heisenbergsche Unschärferelation setzt der Berechenbarkeit von subatomaren Teilchen eine klare Grenze, genau so wie der Gödelsche Unvollständigkeitssatz auf die Grenzen mathematischer Beweisführung in endlichen Systemen hinweist. Ein radikales Vertreten einer (neo)positivistischen Position kann somit als genauso sinnig oder widersinnig wie eine wörtliche Auslegung der biblischen Schöpfungsgeschichte betrachtet werden.
Umgekehrt hat die Naturwissenschaft, wo es um die Erklärung von Naturphänomenen oder die Erleichterung des menschlichen Lebens durch technische Hilfsmittel geht, der theologischen Weltdeutung in der Frühen Neuzeit immer wieder deutlich die Grenzen der Religion aufgezeigt.
Hans Küng und andere zeitgenössische Denker folgern aus diesen aufgezeigten Grenzen von Religion und Naturwissenschaft, dass beide auch heute gleichberechtigt sind und sich komplementär zueinander verhalten. Sie machen demnach Aussagen über verschiedene Ebenen der Wirklichkeit. So würde sich die Theologie heute z. B. lächerlich machen, wenn sie versuchte, die Vorgänge in einem Atomkraftwerk mit der Bibel oder dogmatischen Überlegungen zu erklären, wohingegen existenzielle Menschheitsfragen wie „Woher kommen wir?“ und „Was ist der Sinn des Lebens?“ auch heute noch Domänen der Religion und der Philosophie sind.

Der Neutestamentler Gerd Theißen drückt es so aus:

„Die Naturwissenschaft fragt nach dem Faktischen, die Theologie nach Sinn und Wert.“

Eine ähnliche Ansicht wurde auch vom Paläontologen und Evolutionsbiologen Stephen Jay Gould vertreten (siehe Nonoverlapping Magisteria, kurz NOMA).
Kritiker von NOMA, wie etwa der britische Evolutionsbiologe und Atheist Richard Dawkins, sehen darin lediglich eine Möglichkeit für Theologen, sich der Überprüfbarkeit zu entziehen. Ferner, so Dawkins, sei eine solche Trennung in verschiedene Bereiche schlicht nicht möglich. Ein göttliches Wesen, das auf irgendeine Weise mit dem Weltgeschehen interagiert, betrete damit zwangsläufig naturwissenschaftliches Terrain. Außerdem seien Fragen, die von der Naturwissenschaft nicht im Prinzip beantwortet werden können, der Theologie ebenso unzugänglich.

## Dialogmodelle
Die christliche Religion erhebt den Anspruch, sich auf das Ganze der Wirklichkeit zu beziehen und es als Schöpfung Gottes zu erklären. Dabei umfasst die Religion nicht nur die von den Wissenschaften und ihren Gesetzen darstellbare Wirklichkeit, sondern auch die Wirklichkeit Gottes jenseits von Raum und Zeit.
Dagegen versucht die Naturwissenschaft, dem „Phänomen Religion“ und ihren Erscheinungsbildern, wie beispielsweise Gotteserfahrung, mystisches Erlebnis, Transfiguration, Illumination oder Inspiration, mit ihren empirischen Mitteln auf den Grund zu gehen. Zahlreiche diesbezügliche Versuche sind gescheitert und in der Diskussion stecken geblieben, z. B. auch solche, die in Zusammenhang mit theologisch erklärbaren Phänomenen wie Ich-Erkenntnis, Gewissen oder freier Wille stehen. Dazu gehören etwa gescheiterte oder umstrittene Versuche, von der Religion beschriebene transzendente Erfahrungen ausschließlich mit Hilfe von Drogen oder eines Magnetfeldes zu „produzieren“ (vgl. z. B. Religionshelm von Michael Persinger). Die aufgeschlossene Religion/Theologie akzeptiert diese und andere Versuche, solange Naturwissenschaft nicht selbst „religiöse“, „weltanschaulich-geprägte“ Generalisierungen oder gar naturwissenschaftlich unzulässige Einmischungsversuche in die Theologie vornimmt. Vor dem Hintergrund einer pluralistischen Welt nennen es Religion und Theologie heute auch einen Ausweis von Glaubwürdigkeit, wenn sie solche Anfragen der Naturwissenschaft als Herausforderung sehen und mit ihr in Dialog treten. Bekannt sind die Anfragen der klassischen Religionskritik an den religiösen Glauben. Eine Auseinandersetzung mit diesen Fragestellungen wird als Hilfestellung angesehen, wahren Glauben vom „Ideologieverdacht“ zu befreien.
Hier einige Beispiele für eine diesbezügliche Dialogmöglichkeit: Der französische Religionsphilosoph Pascal Boyer versucht evolutionsbiologisch die Religion als eine Art „Urlaub“ des Gehirns zu erklären. Religion habe im Gehirn keinen bestimmten „Ort“, sie nutze dieselben kognitiven Systeme, die dem Bewusstsein nicht zugänglich seien, aber die auch bei kreativen Tätigkeiten genutzt werden. Eine wichtige Anfrage stellen inzwischen zahlreiche neuere Erkenntnisse der Hirnforschung über Gehirnprozesse bei bewussten Entscheidungen dar. Sie liefern (umstrittene) Experimente und Argumente, dass z. B. schon vor der bewussten Entscheidung eines Probanden, seine Hand zu bewegen, eine unbewusste Gehirnaktivität auftrete. Eine Reihe von Forschern, v. a. in Medizin und Psychologe, deuten diese neuen Erkenntnisse so, dass der Mensch keine Willensfreiheit habe und diese nur Illusion sei. Diese Auffassung stellt jedoch eine große Herausforderung für die Menschheit dar, die in der Regel – ähnlich oder gleich der Theologie – einen zu Gutem und Bösem fähigen und für sein Tun verantwortlichen Menschen annimmt. (→Siehe auch: Willensfreiheit#Hirnforschung). Dem gegenüber kann die Theologie ein Erklärungsmodell stellen, wonach der freie Wille ohne eine zweite Instanz, die neben dem biologischen Dasein existiere, gar nicht möglich wäre. Diese zweite Instanz erklärt die Theologie mit dem göttlichen Dasein des Menschen. Demnach würde sowohl die oben genannte „vorprogrammiert“ biologische als auch die religiöse Wirklichkeit jeweils eine Alternative bei Handlungen zur Verfügung stellen. Der freie Wille käme somit zum Ausdruck, weil der Mensch zumindest zwischen diesen beiden Alternativen frei entscheiden könne.
Auch Versuche der Soziologie, eminent sei hier Niklas Luhmann genannt, religiöse Phänomene als Funktionen in einer Gesellschaft zu interpretieren, hinterfragen die Theologie.
Auch die Naturwissenschaft kann von Anfragen der Theologie profitieren. Die religiöse Überzeugung, dass der Mensch als Ganzes Gottes Schöpfung ist, kann überall dort als kritisches Korrektiv dienen, wo Menschen durch Forschung, Arbeitswelt oder Technik primär verzweckt werden sollen. Sehr umstrittene Beispiele wären: das Klonen von Menschen als „Ersatzteillager“ für Organe oder die umstrittene Beihilfe zur Tötung alter oder todkranker Menschen (aktive Sterbehilfe).
In vielen Fällen kann die Theologie einerseits vor einem entmenschlichenden Umgang mit naturwissenschaftlicher Erkenntnis warnen und Grenzen der menschen(un)würdigen Machbarkeit aufzeigen. Andererseits kann sie auch Sinnperspektiven, z. B. vor dem Hintergrund der christlichen Nächstenliebe und Barmherzigkeit, aufzeigen und anbieten, die die menschliche Hoffnung auf eine bessere Welt und auf Gerechtigkeit ausdrücken. D. h., sie kann einen wissenschaftlichen Dialog mit der Naturwissenschaft auch in denjenigen Kategorien führen, die in der Theologie Forschungsgegenstand sind aber in der Naturwissenschaft keine Existenz haben.
Einen Anknüpfungspunkt stellt auch das anthropische Prinzip dar. Zwar ist die Annahme, der Kosmos sei auf die menschliche Erkenntnisfähigkeit hin ausgerichtet, kein Beweis, dass der Mensch im Kosmos gewollt sei. Für den Glaubenden kann dies aber eine Stütze im Glauben an eine Sinnhaftigkeit des Daseins sein.

„Die Wirklichkeit, von der wir sprechen können, ist nie die Wirklichkeit an sich, sondern […] eine von uns gestaltete Wirklichkeit. Wenn […] eingewandt wird, dass es schließlich doch eine objektive, von uns und unserem Denken völlig unabhängige Welt gebe, […] so muss diesem […] entgegengehalten werden, dass schon das Wort »es gibt« aus der menschlichen Sprache stammt und daher nicht gut etwas bedeuten kann, das gar nicht auf unser Erkenntnisvermögen bezogen wäre. Für uns gibt es eben nur die Welt, in der das Wort »es gibt« einen Sinn hat.“

## Integrationsmodelle

### Evolutionstheologie (Teilhard de Chardin)
→ Ausführlicher siehe: Teilhard de Chardin
Der Theologe, Naturwissenschaftler und Mystiker Teilhard de Chardin (1881–1955) ging davon aus, dass der Kosmos eine zielgerichtete Entwicklung durchlaufe. Der Drang zur Vereinigung brachte die Materie dazu, sich komplexeren Formen und Molekülen (Kosmogenese) zusammenzuballen, was schließlich zur Entstehung des Lebens führte. Die Prozesse der biologischen Evolution gipfelten darin, dass sich der Mensch und das menschliche Bewusstsein entwickelte (Noogenese).
Doch der Mensch, wie er jetzt ist, ist für Teilhard nicht die Endstufe der zielgerichteten Evolutionsbewegung. Durch soziale Evolution werde sich auch der Mensch weiterentwickeln. Ziel dieser Entwicklung werde eine vergeistigte Einheit alles Seienden sein, die er „Punkt Omega“ nennt. Die Entwicklung zum „Punkt Omega“ hin werde durch Jesus Christus bereits angezeigt und vorweggenommen (Christogenese). Triebfeder dieses gesamten evolutionären Prozesses sei das Prinzip der Liebe, das letztendlich eine Einheit von Gottes- und Weltwirklichkeit hervorbringen werde.

### Prozessphilosophie (Whitehead)
→ Ausführlicher siehe: Whitehead, Charakterisierungen und Folgen
Alfred North Whitehead (1861–1947) erhebt mit seiner Prozessphilosophie den Anspruch, Naturwissenschaft, Theologie und Philosophie in einem Begriffssystem zu vereinen. Materie, Gedanken oder Wünsche sind nach ihm gleich wirklich. Nicht kleinste, feste Atome, sondern ständiger Wandel, der Wechsel von Ereignissen sind der Kern der Wirklichkeit. Das In-Beziehung-Stehen nennt Whitehead als unteilbare Grundeinheit aller Wirklichkeit „wirkliche Einzelwesen“. Auch Materie ist nach ihm nichts anderes als die sich wiederholende Abfolge von Ereignissen. Gott zeigt sich in Whiteheads System im „kreativen Akt“ eines wirklichen Einzelwesens. Damit transzendiert es sich selbst. Dieses Transzendieren kann nur als in Beziehung zu einem Anderen gedacht werden, da alles ja nur „Beziehung“/Ereignis ist. Dieser Gott, dieses Andere umfasst daher alle Möglichkeiten der Welt und geht über sie hinaus (Transzendenz), ermöglicht zugleich aber immanent deren „Ordnung im Werden“. Whiteheads Philosophie wurde von seinem Schüler Charles Hartshorne (1897–2000) in der Prozesstheologie theologisch weiterentwickelt.

### Naturwissenschaftliche Koranauslegung
Viele Koranverse enthalten Aussagen über die Natur. Der Theologe al-Ghazali (1058–1111) verkündete, dass alles menschliche Wissen im Koran enthalten sei. Eine islamische theologische Schule interpretiert diese Aussagen dahingehend, das es eine Aufgabe islamischer Gelehrter sei, entsprechende Bezüge in diesen Versen zu den Ergebnissen der modernen Naturwissenschaften zu knüpfen. Dass Muhammad die Ergebnisse moderner Wissenschaft über 1000 Jahre vor ihrer Entdeckung vorhersagen konnte, sei ein Beweis für den göttlichen Ursprung des Koran. Diese theologische Schule wurde besonders seit dem 19. Jahrhundert populär.